# Confconsumatori
Confconsumatori è un’associazione di consumatori senza scopo di lucro, indipendente da partiti, sindacati, categorie economiche e pubblica amministrazione. La sede nazionale si trova a Parma, dove è nata nel 1976, quando 437 donne organizzarono il primo sciopero dei consumatori in Italia, per fermare la speculazione sul prezzo del Parmigiano Reggiano. Conta oggi oltre 35.000 associati.
Esprime un componente all’interno del Consiglio nazionale dei consumatori e degli utenti (CNCU), organo rappresentativo delle associazioni dei consumatori e degli utenti riconosciute a livello nazionale, presieduto dal Ministro dello Sviluppo Economico. Confconsumatori è inoltre associazione di promozione sociale e aderisce a Consumers’ Forum, Associazione indipendente di cui fanno parte la maggioranza delle associazioni di consumatori di rilevanza nazionale, delle imprese e delle istituzioni, creata come luogo di confronto per superare la difficoltà di dialogo tra consumatori e imprese, allo scopo di promuovere insieme l’evoluzione delle politiche consumeristiche.
“Informare per formare” può essere definita, in sintesi, la missione di Confconsumatori che, oltre alla tutela e alla sensibilizzazione dei consumatori, rivolge la propria attenzione anche alle imprese, cui si richiede di acquisire la cultura della Responsabilità Sociale d’Impresa e di introdurre l’etica nell’economia per acquisire vantaggio competitivo.
Confconsumatori informa, difende, rappresenta e organizza i consumatori, gli utenti e i risparmiatori, autofinanziandosi con il lavoro gratuitamente prestato da soci e dirigenti, con le quote associative, con i contributi spontanei degli iscritti e con i contributi pubblici previsti dalla legge.

## Storia
L'associazione è nata a Parma nel 1976, fra i vari obiettivi realizzati il primo sciopero indetto dai consumatori nel territorio nazionale italiano: quello riguardante il formaggio Parmigiano Reggiano.

## Aree di intervento
In particolare, Confconsumatori si occupa di:
- sicurezza alimentare;
- salute, servizi e strutture sanitarie, diritti del malato;
- casa: compravendite e locazioni, impianti e risparmio energetico, multiproprietà;
- commercio e garanzie sui beni di consumo;
- prodotti e servizi bancari, assicurativi e finanziari: conti correnti, tassi, mutui, tariffe RCA;
- utenze domestiche: contratti, servizi e tariffe telefoniche, acqua, luce e gas;
- telecomunicazioni;
- tutela dei minori in tv e internet;
- pubblicità: messaggi ingannevoli e pubblicità indesiderata;
- servizi postali;
- viaggi e turismo: disservizi e danni;
- trasporti: servizi ferroviari, autostradali, aerei, sicurezza stradale, patente a punti e multe;
- tutela dei dati personali;
- accesso alla giustizia;
- rapporti con la pubblica amministrazione

Confconsumatori ha condotto nel tempo numerose e decise battaglie e, con la sua attività, ha contribuito a influenzare e sensibilizzare la coscienza sociale del Paese e l’opinione pubblica sull’importanza della tutela dei diritti dei consumatori.
Da sempre si batte per l’applicazione dei 5 diritti fondamentali dei consumatori:
- diritto alla salute e alla sicurezza
- diritto alla tutela degli interessi economici
- diritto al risarcimento dei danni
- diritto all’informazione e all’educazione
- diritto alla rappresentanza.

Confconsumatori, inoltre:
- rappresenta i consumatori nei consessi pubblici e privati;
- promuove l’emanazione di norme e di strumenti di tutela;
- promuove studi e ricerche anche in ambito universitario;
- realizza iniziative editoriali e materiale didattico e divulgativo per informare i consumatori su argomenti di particolare importanza (assicurazioni, educazione alimentare, minori e tv, risparmio energetico, ecc.). Distribuisce il periodico ‘Confconsumatori Notizie’ e la newsletter online mensile.

I soci, i dirigenti, gli esperti e i professionisti iscritti all’associazione svolgono l’attività di promozione dei diritti e di tutela dei consumatori con l’obiettivo di accrescere la cultura della partecipazione e della responsabilità per l’affermazione dei diritti individuali e collettivi.